# Charlie
Charlie, właściwie Károly Horváth (ur. 28 października 1947 w Ondódzie) – węgierski muzyk i piosenkarz.

## Życiorys
Károly Horváth założył swój pierwszy zespół o nazwie Woodcutters w trakcie nauki w Székesfehérvárze (József Attila Gimnázium). W 1967 roku został członkiem zespołu Decca, następnie krótko grał w zespołach Olympia i Liversing. W latach 1975–1980 był członkiem zespołu Generál, następnie wyjechał za granicę. W 1990 roku wrócił na Węgry i został wokalistą grupy Tátrai Band.
W 1994 roku rozpoczął karierę solową. Wiosną wydał swoją pierwszą płytę zatytułowaną Charlie, który uzyskał status najpierw złotej, a potem platynowej płyty za sprzedaż w kraju. Album zapewnił piosenkarzowi zdobycie statuetki Złotej Żyrafy w kategorii Album roku, przyznawanej przez organizację MAHASZ, będącej węgierskim odpowiednikiem polskiego Związku Producentów Audio-Video (ZPAV). W 1995 roku ukazała się książka pt. Charlie oraz jego drugi album studyjny zatytułowany Mindenki valakié, który zdobył certyfikat platynowej płyty w kraju oraz został wyróżniony statuetką Złotej Żyrafy w kategorii Album roku. 28 grudnia zagrał koncert w stołecznym Sportcsarnok, z którego zapis dźwiękowy ukazał się na jego pierwszej płycie koncertowej zatytułowanej Csak a zene van z marca 1996 roku. Jesienią tegoż roku ukazał się jego pierwszy anglojęzyczny album studyjny zatytułowany Just Stay Who You Are.
W styczniu i lutym 1997 roku nagrywał materiał na swoją kolejną płytę studyjną zatytułowaną Annyi minden történt, która ukazała się kilka tygodni później. W 1998 został wybrany wewnętrznie na reprezentanta Węgier z utworem „A holnap már ném lesz szomorú” w 43. Konkursie Piosenki Eurowizji organizowanym w Birmingham. 9 maja wystąpił w finale konkursu i zajął w nim dwudzieste trzecie miejsce z czterema punktami na koncie. Piosenka znalazła się na jego nowej płycie studyjnej zatytułowanej Fűszer cseppenként z tego samego roku, która uzyskała status diamentowej płyty w kraju.
W listopadzie 1999 roku na rynku ukazał się pierwszy album kompilacyjny piosenkarza zatytułowany Greatest Hits 1991-1999, na którym znalazły się jego najpopularniejsze utwory oraz single wydane w latach 1991-1999. W 2001 roku premierę miała jego nowa płyta studyjna zatytułowana Jazz, w 2002 – krążek pt. Soul & Jazz, a w 2003 – album pt. Funky, Soul & Jazz. W tym samym roku piosenkarz wydał także album kompilacyjny zatytułowany Trilógia, zaś rok później – składankę pt. Greatest Hits 2.
W 2006 roku ukazał się jego kolejny album studyjny zatytułowany Másképp ugyanúgy, a także płyta kompilacyjna pt. Platina sorozat.

## Życie prywatne
Od 1978 roku żonaty z Katalin, z którą ma syna Ákosa.

## Dyskografia

### Albumy studyjne
- Charlie (1994)
- Mindenki valakié (1995)
- Just Stay Who You Are (album anglojęzyczny) (1996)
- Annyi minden történt (1997)
- Fűszer cseppenként (1998)
- Jazz (2001)
- Soul & Jazz (2002)
- Majd játszom, mikor érzem (DVD) (2002)
- Funky, Soul & Jazz (2003)
- Másképp ugyanúgy (2006)

### Albumy koncertowe
- Csak a zene van (1996)

### Albumy kompilacyjne
- Greatest Hits (1999)
- Trilógia (2003)
- Greatest Hits 2 (2004)
- Platina sorozat (2006)